# Eduardo Costa (piłkarz)
Eduardo Costa, właśc. Eduardo Nascimento da Costa (ur. 23 września 1982 we Florianópolis) – brazylijski piłkarz grający na pozycji defensywnego pomocnika.

## Kariera klubowa
Karierę piłkarską Costa rozpoczął w klubie Grêmio Porto Alegre. W 2000 roku włączono go do kadry pierwszego zespołu i wtedy też zadebiutował w pierwszej lidze Brazylii. W Grêmio sukcesy odnosił w 2001 roku, kiedy to wygrał Puchar Brazylii, a także Campeonato Gaúcho, czyli mistrzostwa stanu Rio Grande do Sul.
W lipcu 2001 Eduardo wyjechał do Francji i został zawodnikiem Girondins Bordeaux. W Bordeaux wywalczył miejsce w podstawowym składzie i w swoim pierwszym sezonie zdobył z „Żyrondystami” Puchar Ligi Francuskiej. Zadebiutował też w Pucharze UEFA. W sezonie 2002/2003 zajął z Girondins 4. pozycję w Ligue 1, ale już w 2004 roku zespół uplasował się w środkowej części tabeli. W 2004 roku za 5 milionów euro przeszedł do Olympique Marsylia, w której zadebiutował 15 sierpnia w wygranym 3:0 meczu z Lille OSC. W 90. minucie spotkania zdobył trzecią bramkę dla Olympique. W marsylskim klubie, podobnie jak w Bordeaux, grał w wyjściowym składzie, a w 2005 roku zajął 5. miejsce w lidze.
Latem 2005 roku Costa został zawodnikiem hiszpańskiego RCD Espanyol. Kosztował 4 miliony euro. W Primera División zadebiutował 28 sierpnia w przegranym 0:2 meczu z Getafe CF. W Espanoylu spędził także sezon 2006/2007, jednak częściej przesiadywał na ławce rezerwowych. Zespół z Barcelony dotarł do finału Pucharu UEFA. W połowie 2007 roku został wypożyczony na rok do Grêmio. W 2009 roku został piłkarzem São Paulo FC, a następnie odszedł do AS Monaco.
| Sezon   | Klub                | Kraj      | Rozgrywki        | Mecze | Bramki |
| ------- | ------------------- | --------- | ---------------- | ----- | ------ |
| 2000    | Grêmio Porto Alegre | Brazylia  | Série A          | 12    | 1      |
| 2001    | Grêmio Porto Alegre | Brazylia  | Série A          | 0     | 0      |
| 2001/02 | Girondins Bordeaux  | Francja   | Ligue 1          | 29    | 1      |
| 2002/03 | Girondins Bordeaux  | Francja   | Ligue 1          | 32    | 2      |
| 2003/04 | Girondins Bordeaux  | Francja   | Ligue 1          | 27    | 0      |
| 2004/05 | Olympique Marsylia  | Francja   | Ligue 1          | 30    | 1      |
| 2005/06 | RCD Espanyol        | Hiszpania | Primera División | 30    | 1      |
| 2006/07 | RCD Espanyol        | Hiszpania | Primera División | 16    | 1      |
| 2007    | Grêmio Porto Alegre | Brazylia  | Série A          | 16    | 0      |
| 2008    | Grêmio Porto Alegre | Brazylia  | Série A          | 7     | 0      |
| 2009    | São Paulo FC        | Brazylia  | Série A          | 13    | 0      |
| 2009/10 | AS Monaco           | Francja   | Ligue 1          | 15    | 0      |
| 2010/11 | AS Monaco           | Francja   | Ligue 1          |       |        |

## Kariera reprezentacyjna
W 1997 roku Eduardo był członkiem pierwszej jedenastki reprezentacji Brazylii U-17 na Mistrzostwa Świata U-17. Młodzi „Canarinhos” zdobyli wówczas złoty medal, dzięki zwycięstwu 2:1 w finale nad Ghaną. W pierwszej reprezentacji Costa zadebiutował 15 lipca 2001 w wygranym 2:0 meczu z Peru, rozegranym podczas Copa América 2001.